# Menonvillea
Menonvillea es un género de plantas fanerógamas de la familia Brassicaceae, con 29 especies, revisadas por Rollins en 1955, encontrándose 13 en la región sur de la cordillera de los Andes de Argentina en las provincias de  (enlace roto disponible en Internet Archive; véase el historial, la primera versión y la última). Río Negro y de Neuquén.
Comprende 43 especies descritas y de estas, solo 22 aceptadas.

## Taxonomía
El género fue descrito por Nicholas Edward Brown y publicado en Journal of Botany, British and Foreign 66: 141. 1928. La especie tipo es: Dicrocaulon pearsonii N.E. Br. 

## Especies aceptadas
A continuación se brinda un listado de las especies del género Menonvillea aceptadas hasta julio de 2014, ordenadas alfabéticamente. Para cada una se indica el nombre binomial seguido del autor, abreviado según las convenciones y usos.
- Menonvillea chilensis (Turcz.) B.D. Jacks.
- Menonvillea cicatricosa (Phil.) Rollins
- Menonvillea comberi Sandwith
- Menonvillea constitutionis (Phil.) Rollins
- Menonvillea cuneata (Gillies & Hook.) Rollins
- Menonvillea famatinensis (Boelcke) Rollins
- Menonvillea flexuosa Phil.
- Menonvillea frigida (Phil.) Rollins
- Menonvillea hookeri Rollins
- Menonvillea linearis DC.
- Menonvillea litoralis (Barnéoud) Rollins
- Menonvillea macrocarpa (I.M. Johnst.) Rollins
- Menonvillea minima Rollins
- Menonvillea nordenskjoeldii (Dusén) Rollins
- Menonvillea orbiculata Phil.
- Menonvillea patagonica Speg.
- Menonvillea pinnatifida Barnéoud
- Menonvillea purpurea (Hastings) Rollins
- Menonvillea rollinsii Al-Shehbaz & Martic.
- Menonvillea scapigera (Phil.) Rollins
- Menonvillea spathulata (Gillies & Hook.) Rollins
- Menonvillea virens (Phil.) Rollins